# Grande Prêmio da Bélgica de 2023
O Grande Prêmio da Bélgica de 2023 (formalmente denominado FORMULA 1 MSC CRUISES BELGIAN GRAND PRIX 2023) foi a décima segunda etapa da temporada da temporada de 2023 da Fórmula 1. Foi disputado em 30 de julho de 2023 no Circuito de Spa-Francorchamps, em Spa, na Bélgica.

## Antecedentes
Max Verstappen recebeu uma penalidade de cinco posições no grid nessa temporada porque sua equipe Red Bull trocou sua caixa de câmbio pela quinta vez neste fim de semana.

## Resumo
Charles Leclerc largou da posição de honra após Max Verstappen, que tinha conquistado a pole position no treino classificatório, ter sido penalizado com a perda de cinco posições na corrida. Verstappen largou então da sexta posição mas logo avançou para a quarta posição. Seu companheiro na Red Bull, Sergio Pérez ultrapassou Leclerc e assumiu a liderança.
Oscar Piastri e Carlos Sainz bateram um contra o outro, e sofreram danos nos seus carros após a primeira curva, e por este motivo não puderam continuar.
Max Verstappen avançou depois para a segunda posição após ter ultrapassado Lewis Hamilton e Charles Leclerc. Após ter feito um pit stop e ter trocado de pneus Verstappen, auxiliado pelo sistema DRS, ultrapassou Pérez na décima sexta volta e assumiu a liderança.
Verstappen liderou o resto da corrida direto para a bandeira quadriculada e, conquistou sua oitava vitória consecutiva. Pérez e Leclerc terminaram, respectivamente, em segundo e terceiro lugar.
Durante as celebrações funcionários da Red Bull Racing quebraram acidentalmente o troféu feito de metal que Verstappen recebeu. É a segunda vez que um troféu do piloto neerlandês foi quebrado. Na Hungria Lando Norris quebrou o troféu de porcelana de Verstappen.
Foi a última corrida antes das férias de verão que vam durar até o final do mês de agosto.

## Resultados

### Treino classificatório
| Pos.                 | N.° | Piloto           | Construtor                 | Tempos de classificação | Tempos de classificação | Tempos de classificação | Grid final |
| Pos.                 | N.° | Piloto           | Construtor                 | Q1                      | Q2                      | Q3                      | Grid final |
| -------------------- | --- | ---------------- | -------------------------- | ----------------------- | ----------------------- | ----------------------- | ---------- |
| 1                    | 1   | Max Verstappen   | Red Bull Racing-Honda RBPT | 1:58.515                | 1:52.784                | 1:46.168                | 6          |
| 2                    | 16  | Charles Leclerc  | Ferrari                    | 1:58.300                | 1:52.017                | 1:46.988                | 1          |
| 3                    | 11  | Sergio Pérez     | Red Bull Racing-Honda RBPT | 1:58.899                | 1:52.353                | 1:47.045                | 2          |
| 4                    | 44  | Lewis Hamilton   | Mercedes                   | 1:58.563                | 1:52.345                | 1:47.087                | 3          |
| 5                    | 55  | Carlos Sainz Jr. | Ferrari                    | 1:58.688                | 1:51.711                | 1:47.152                | 4          |
| 6                    | 81  | Oscar Piastri    | McLaren-Mercedes           | 1:58.872                | 1:51.534                | 1:47.365                | 5          |
| 7                    | 4   | Lando Norris     | McLaren-Mercedes           | 1:59.981                | 1:52.252                | 1:47.669                | 7          |
| 8                    | 63  | George Russell   | Mercedes                   | 1:59.035                | 1:52.605                | 1:47.805                | 8          |
| 9                    | 14  | Fernando Alonso  | Aston Martin-Mercedes      | 1:58.834                | 1:52.751                | 1:47.843                | 9          |
| 10                   | 18  | Lance Stroll     | Aston Martin-Mercedes      | 1:59.663                | 1:52.193                | 1:48.841                | 10         |
| 11                   | 22  | Yuki Tsunoda     | AlphaTauri-Honda RBPT      | 1:59.044                | 1:53.148                | N/A                     | 11         |
| 12                   | 10  | Pierre Gasly     | Alpine-Renault             | 1:59.511                | 1:53.671                | N/A                     | 12         |
| 13                   | 20  | Kevin Magnussen  | Haas-Ferrari               | 2:00.020                | 1:54.160                | N/A                     | 16         |
| 14                   | 77  | Valtteri Bottas  | Alfa Romeo-Ferrari         | 1:59.484                | 1:54.694                | N/A                     | 13         |
| 15                   | 31  | Esteban Ocon     | Alpine-Renault             | 1:59.634                | 1:56.372                | N/A                     | 14         |
| 16                   | 23  | Alexander Albon  | Williams-Mercedes          | 2:00.314                | N/A                     | N/A                     | 15         |
| 17                   | 24  | Zhou Guanyu      | Alfa Romeo-Ferrari         | 2:00.832                | N/A                     | N/A                     | 17         |
| 18                   | 2   | Logan Sargeant   | Williams-Mercedes          | 2:01.535                | N/A                     | N/A                     | 18         |
| 19                   | 3   | Daniel Ricciardo | AlphaTauri-Honda RBPT      | 2:02.159                | N/A                     | N/A                     | 19         |
| 20                   | 27  | Nico Hülkenberg  | Haas-Ferrari               | 2:03.166                | N/A                     | N/A                     | PL         |
| 107% tempo: 2:06.581 |     |                  |                            |                         |                         |                         |            |
| Fontes:              |     |                  |                            |                         |                         |                         |            |

### Sprint Shootout
| Pos.                | N.° | Piloto           | Construtor                 | Tempos de classificação | Tempos de classificação | Tempos de classificação | Grid final |
| Pos.                | N.° | Piloto           | Construtor                 | Q1                      | Q2                      | Q3                      | Grid final |
| ------------------- | --- | ---------------- | -------------------------- | ----------------------- | ----------------------- | ----------------------- | ---------- |
| 1                   | 1   | Max Verstappen   | Red Bull Racing-Honda RBPT | 1:58.135                | 1:55.200                | 1:49.056                | 1          |
| 2                   | 81  | Oscar Piastri    | McLaren-Mercedes           | 2:00.056                | 1:56.392                | 1:49.067                | 2          |
| 3                   | 55  | Carlos Sainz Jr. | Ferrari                    | 1:59.414                | 1:56.557                | 1:49.081                | 3          |
| 4                   | 16  | Charles Leclerc  | Ferrari                    | 1:59.575                | 1:56.265                | 1:49.251                | 4          |
| 5                   | 4   | Lando Norris     | McLaren-Mercedes           | 2:00.436                | 1:56.828                | 1:49.389                | 5          |
| 6                   | 10  | Pierre Gasly     | Alpine-Renault             | 2:00.032                | 1:56.137                | 1:49.700                | 6          |
| 7                   | 44  | Lewis Hamilton   | Mercedes                   | 1:58.939                | 1:55.823                | 1:49.900                | 7          |
| 8                   | 11  | Sergio Pérez     | Red Bull Racing-Honda RBPT | 1:59.362                | 1:55.878                | 1:49.961                | 8          |
| 9                   | 31  | Esteban Ocon     | Alpine-Renault             | 1:59.884                | 1:57.051                | 1:50.494                | 9          |
| 10                  | 63  | George Russell   | Mercedes                   | 2:00.475                | 1:57.393                | 1:55.742                | 10         |
| 11                  | 3   | Daniel Ricciardo | AlphaTauri-Honda RBPT      | 2:00.177                | 1:57.687                | N/A                     | 11         |
| 12                  | 23  | Alexander Albon  | Williams-Mercedes          | 1:59.198                | No time                 | N/A                     | 12         |
| 13                  | 2   | Logan Sargeant   | Williams-Mercedes          | 2:00.031                | No time                 | N/A                     | 13         |
| 14                  | 18  | Lance Stroll     | Aston Martin-Mercedes      | 2:00.460                | No time                 | N/A                     | 14         |
| 15                  | 14  | Fernando Alonso  | Aston Martin-Mercedes      | 1:59.038                | No time                 | N/A                     | 15         |
| 16                  | 22  | Yuki Tsunoda     | AlphaTauri-Honda RBPT      | 2:00.568                | N/A                     | N/A                     | 16         |
| 17                  | 77  | Valtteri Bottas  | Alfa Romeo-Ferrari         | 2:00.951                | N/A                     | N/A                     | 17         |
| 18                  | 20  | Kevin Magnussen  | Haas-Ferrari               | 2:01.079                | N/A                     | N/A                     | 18         |
| 19                  | 24  | Guanyu Zhou      | Alfa Romeo-Ferrari         | 2:01.430                | N/A                     | N/A                     | 19         |
| 107% time: 2:06.404 |     |                  |                            |                         |                         |                         |            |
| —                   | 27  | Nico Hülkenberg  | Haas-Ferrari               | Sem tempo               | N/A                     | N/A                     | 20         |
| Fontes:             |     |                  |                            |                         |                         |                         |            |

### Sprint
| Pos.                                                                              | N.° | Piloto           | Construtor                 | Voltas | Tempo/Retirada              | Grid | Pontos |
| --------------------------------------------------------------------------------- | --- | ---------------- | -------------------------- | ------ | --------------------------- | ---- | ------ |
| 1                                                                                 | 1   | Max Verstappen   | Red Bull Racing-Honda RBPT | 11     | 24:58.433                   | 1    | 8      |
| 2                                                                                 | 81  | Oscar Piastri    | McLaren-Mercedes           | 11     | +6.677                      | 2    | 7      |
| 3                                                                                 | 10  | Pierre Gasly     | Alpine-Renault             | 11     | +10.733                     | 6    | 6      |
| 4                                                                                 | 55  | Carlos Sainz Jr. | Ferrari                    | 11     | +12.648                     | 3    | 5      |
| 5                                                                                 | 16  | Charles Leclerc  | Ferrari                    | 11     | +15.016                     | 4    | 4      |
| 6                                                                                 | 4   | Lando Norris     | McLaren-Mercedes           | 11     | +16.052                     | 5    | 3      |
| 7                                                                                 | 44  | Lewis Hamilton   | Mercedes                   | 11     | +16.757                     | 7    | 2      |
| 8                                                                                 | 63  | George Russell   | Mercedes                   | 11     | +16.822                     | 10   | 1      |
| 9                                                                                 | 31  | Esteban Ocon     | Alpine-Renault             | 11     | +22.410                     | 9    |        |
| 10                                                                                | 3   | Daniel Ricciardo | AlphaTauri-Honda RBPT      | 11     | +22.806                     | 11   |        |
| 11                                                                                | 18  | Lance Stroll     | Aston Martin-Mercedes      | 11     | +25.007                     | 14   |        |
| 12                                                                                | 23  | Alexander Albon  | Williams-Mercedes          | 11     | +26.303                     | 12   |        |
| 13                                                                                | 77  | Valtteri Bottas  | Alfa Romeo-Ferrari         | 11     | +27.006                     | 17   |        |
| 14                                                                                | 20  | Kevin Magnussen  | Haas-Ferrari               | 11     | +32.986                     | 18   |        |
| 15                                                                                | 24  | Zhou Guanyu      | Alfa Romeo-Ferrari         | 11     | +36.342                     | 19   |        |
| 16                                                                                | 2   | Logan Sargeant   | Williams-Mercedes          | 11     | +37.571                     | 13   |        |
| 17                                                                                | 27  | Nico Hülkenberg  | Haas-Ferrari               | 11     | +37.827                     | 20   |        |
| 18                                                                                | 22  | Yuki Tsunoda     | AlphaTauri-Honda RBPT      | 11     | +39.267                     | 16   |        |
| Ret                                                                               | 11  | Sergio Pérez     | Red Bull Racing-Honda RBPT | 8      | Dano após colisão           | 8    |        |
| Ret                                                                               | 14  | Fernando Alonso  | Aston Martin-Mercedes      | 2      | preso nas britas após rodar | 15   |        |
| Volta mais rápida: Max Verstappen (Red Bull Racing-Honda RBPT) – 1:58.943 (lap 6) |     |                  |                            |        |                             |      |        |
| Fontes:                                                                           |     |                  |                            |        |                             |      |        |

### Corrida
| Pos.                                                             | N.° | Piloto           | Construtor                 | Laps | Tempo/Retirada    | Grid | Pontos |
| ---------------------------------------------------------------- | --- | ---------------- | -------------------------- | ---- | ----------------- | ---- | ------ |
| 1                                                                | 1   | Max Verstappen   | Red Bull Racing-Honda RBPT | 44   | 1:22:30.450       | 6    | 25     |
| 2                                                                | 11  | Sergio Pérez     | Red Bull Racing-Honda RBPT | 44   | +22.305           | 2    | 18     |
| 3                                                                | 16  | Charles Leclerc  | Ferrari                    | 44   | +32.259           | 1    | 15     |
| 4                                                                | 44  | Lewis Hamilton   | Mercedes                   | 44   | +49.671           | 3    | 13     |
| 5                                                                | 14  | Fernando Alonso  | Aston Martin-Mercedes      | 44   | +56.184           | 9    | 10     |
| 6                                                                | 63  | George Russell   | Mercedes                   | 44   | +1:03.101         | 8    | 8      |
| 7                                                                | 4   | Lando Norris     | McLaren-Mercedes           | 44   | +1:13.719         | 7    | 6      |
| 8                                                                | 31  | Esteban Ocon     | Alpine-Renault             | 44   | +1:14.719         | 14   | 4      |
| 9                                                                | 18  | Lance Stroll     | Aston Martin-Mercedes      | 44   | +1:19.340         | 10   | 2      |
| 10                                                               | 22  | Yuki Tsunoda     | AlphaTauri-Honda RBPT      | 44   | +1:20.221         | 11   | 1      |
| 11                                                               | 10  | Pierre Gasly     | Alpine-Renault             | 44   | +1:23.084         | 12   |        |
| 12                                                               | 77  | Valtteri Bottas  | Alfa Romeo-Ferrari         | 44   | +1:25.191         | 13   |        |
| 13                                                               | 24  | Zhou Guanyu      | Alfa Romeo-Ferrari         | 44   | +1:35.441         | 17   |        |
| 14                                                               | 23  | Alexander Albon  | Williams-Mercedes          | 44   | +1:36.184         | 15   |        |
| 15                                                               | 20  | Kevin Magnussen  | Haas-Ferrari               | 44   | +1:41.754         | 16   |        |
| 16                                                               | 3   | Daniel Ricciardo | AlphaTauri-Honda RBPT      | 44   | +1:43.071         | 19   |        |
| 17                                                               | 2   | Logan Sargeant   | Williams-Mercedes          | 44   | +1:44.476         | 18   |        |
| 18                                                               | 27  | Nico Hülkenberg  | Haas-Ferrari               | 44   | +1:50.450         | PL   |        |
| Ret                                                              | 55  | Carlos Sainz Jr. | Ferrari                    | 23   | Dano após colisão | 4    |        |
| Ret                                                              | 81  | Oscar Piastri    | McLaren-Mercedes           | 0    | Colisão           | 5    |        |
| Volta mais rápida: Lewis Hamilton (Mercedes) – 1:47.305 (lap 44) |     |                  |                            |      |                   |      |        |
| Fontes:                                                          |     |                  |                            |      |                   |      |        |

## Tabela do Campeonato após a corrida
|        | Pos. | Piloto          | Pontos |
| ------ | ---- | --------------- | ------ |
|        | 1    | Max Verstappen  | 314    |
|        | 2    | Sergio Pérez    | 189    |
|        | 3    | Fernando Alonso | 149    |
|        | 4    | Lewis Hamilton  | 148    |
| 2      | 5    | Charles Leclerc | 99     |
| Fonte: |      |                 |        |

|        | Pos. | Piloto                     | Pontos |
| ------ | ---- | -------------------------- | ------ |
|        | 1    | Red Bull Racing-Honda RBPT | 503    |
|        | 2    | Mercedes                   | 247    |
|        | 3    | Aston Martin-Mercedes      | 196    |
|        | 4    | Ferrari                    | 191    |
|        | 5    | McLaren-Mercedes           | 103    |
| Fonte: |      |                            |        |

- Nota: Apenas as cinco primeiras posições estão incluídas para ambos os conjuntos de classificação.